# Tunnelgatan
Tunnelgatan är en gata i Stockholms innerstad, som sträcker sig mellan Sveavägen och Brunkebergstunneln. 
Tunnelgatan fick namnet efter Brunkebergstunneln, som öppnades 1886. Det tidigare namnet var Barnhus trädgårdsgata, efter barnhuset som låg vid nuvarande Norra Bantorget. Under 1600-talet låg där en repslagarbana. Det enda kvarvarande bostadshuset på Tunnelgatan ligger i korsningen Tunnelgatan/Luntmakargatan och uppfördes åren 1894–1896. Mittemot låg Grönwalls Bryggeri och i korsningen med Sveavägen (idag Sveavägen 40) låg barnbördshuset Pro Patria. 
Tunnelgatan förknippas även med mordet på Olof Palme. Mordet skedde vid Tunnelgatans mynning mot Sveavägen, och mördaren flydde uppför trapporna. 
Tunnelgatan ledde tidigare ända fram till Norra Bantorget och det gamla gatunamnet syns fortfarande på fasaden av hörnhuset i Kv. Vargen vid korsningen Olof Palmes gata/Sveavägen. För att hedra Palme fick denna del namnet Olof Palmes gata.
Tunnelgatan förekommer även i filmen Offret (1986) av Andrej Tarkovskij. Scenen skildrar människor som, vid ett framtida krig, springer och irrar omkring planlöst på samma plats som Olof Palme blev skjuten. Filmen spelades in 1985 och hade premiär året efter, men har utöver detta sammanträffande ingenting med Palme att göra. 
I Cityplan 67 avsågs Tunnelgatan/Olof Palmes gata att byggas ut till en upphöjd fyrfilig lokal huvudgata med fortsättning via David Bagares gata till Birger Jarlsgatan i höjd med Humlegårdsgatan och vidare längs med denna till Östermalmstorg. Mot väst planerades en anslutning till Klarastrandsleden via en bro över spårområdet norr om Stockholms Central. Planerna skrinlades dock definitivt i och med Cityplan 1977.

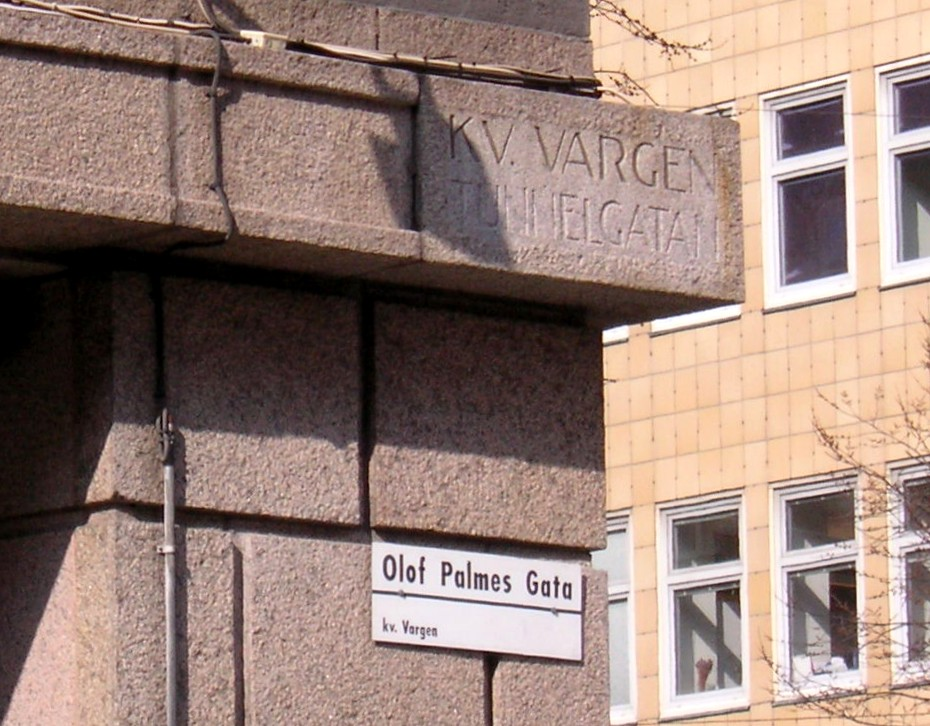
Gatuskylt, f.d. Tunnelgatan.
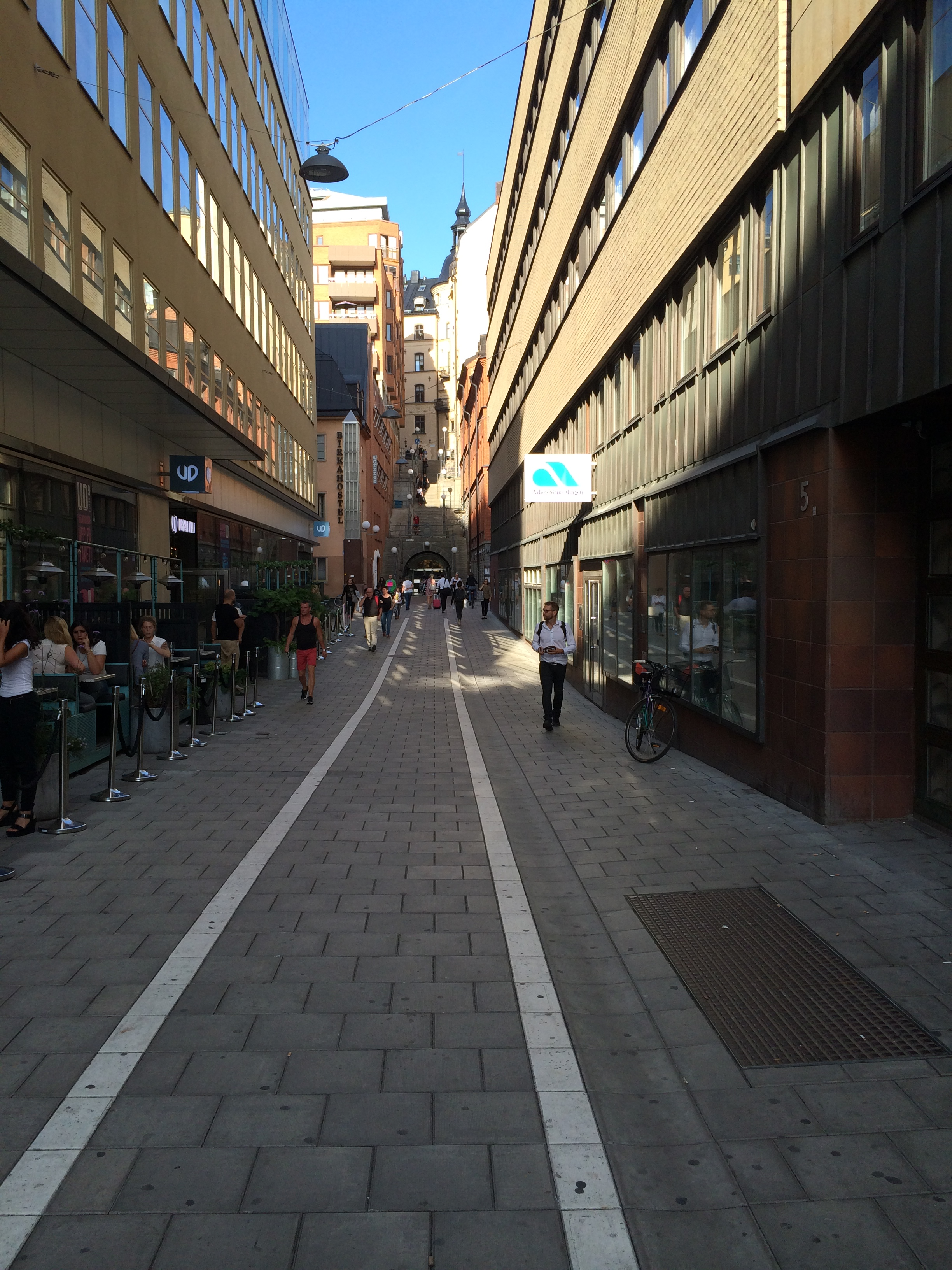
Tunnelgatan med trapporna upp mot Malmskillnadsgatan.